# Paul Hawkins
Paul Hawkins (n. 12 octombrie 1937, Melbourne, Australia – d. 26 mai 1969, Oulton Park⁠(d), Anglia, Regatul Unit) a fost un pilot de Formula 1. De-a lungul carierei a luat startul în 3 curse, niciuna din pole-position. Nu a câștigat nicio cursă și nu a terminat niciodată pe podium, acumulând 0 puncte în întreaga activitate ca pilot de Formula 1.